# The Old Ones
The Old Ones ("de gamla") är en grupp kraftfulla och mäktiga demoner som en gång bebodde Jorden i tv-serien Angel, tv-serien Buffy och vampyrerna spin-offs ur serierna. Illyria, se Illyria (rollfigur) , en karaktär i Angel-serien som är en av dessa legendariska varelser. Detta märks på hennes krafter och förmågor. Hon kan till och med ta sig an både Angel och Spike, som båda är mäktiga och kraftfulla vampyrer, samtidigt.
Jorden var ju bebodd av dessa demoner. De var oerhört kraftfulla och fysikt stora, flera meter långa. Vidare besitter de oerhörd styrka, motståndskraft och uthållighet. De är också odödliga eftersom de kan återuppstå. När de dör försätts de i en typ av vila och kommer tillbaka när tiden är inne. Men alla av The Old Ones har även individuella krafter. På grund av detta dyrkades The Old Ones som gudar och alla kontrollerade varsin armé och förde krig mot varandra. Kort sagt var det ett rent helvete på jorden. Men så småningom förlorade The Old Ones greppet om den här världen. En del dödades medan en del fördrevs till andra dimensioner. 
När The Old Ones förlorade sin värld placerades de i stensarkofager och blev dränerade på sina krafter som överfördes till smycken som placerades på sarkofagerna. Sarkofagerna hamnade sedan på en kyrkogård med namnet The Deeper Well. På något sätt fanns en typ av portal mellan The Deeper Well och England som vaktas av en väktare. På 2000-talet är väktaren Drogyn The Battlebrand. Illyrias sarkofag hamnar, efter en del omvägar, hos Winifred (Fred) Burkle. Illyria tar då över Freds kropp och dödar henne inifrån.